# Túnel Rio450
O Túnel Rio450, antes conhecido como Túnel do Binário, é um túnel urbano que atravessa subterraneamente o bairro da Saúde, situado na Zona Central da cidade do Rio de Janeiro. Com 1.480 metros de extensão, integra a Via Binário do Porto, permitindo a integração dos bairros do Centro e da Saúde.
Foi inaugurado em 1º de março de 2015 após 3 anos e 5 meses de obras. O túnel foi construído no âmbito do Porto Maravilha, uma operação urbana que visa revitalizar a Zona Portuária do Rio de Janeiro. Sua função é escoar o tráfego da Rua Primeiro de Março até a Via Binário do Porto.
O túnel recebeu o nome Túnel Rio450 por ter sido inaugurado no dia 1º de março de 2015, aniversário de 450 anos da cidade do Rio de Janeiro.

## História

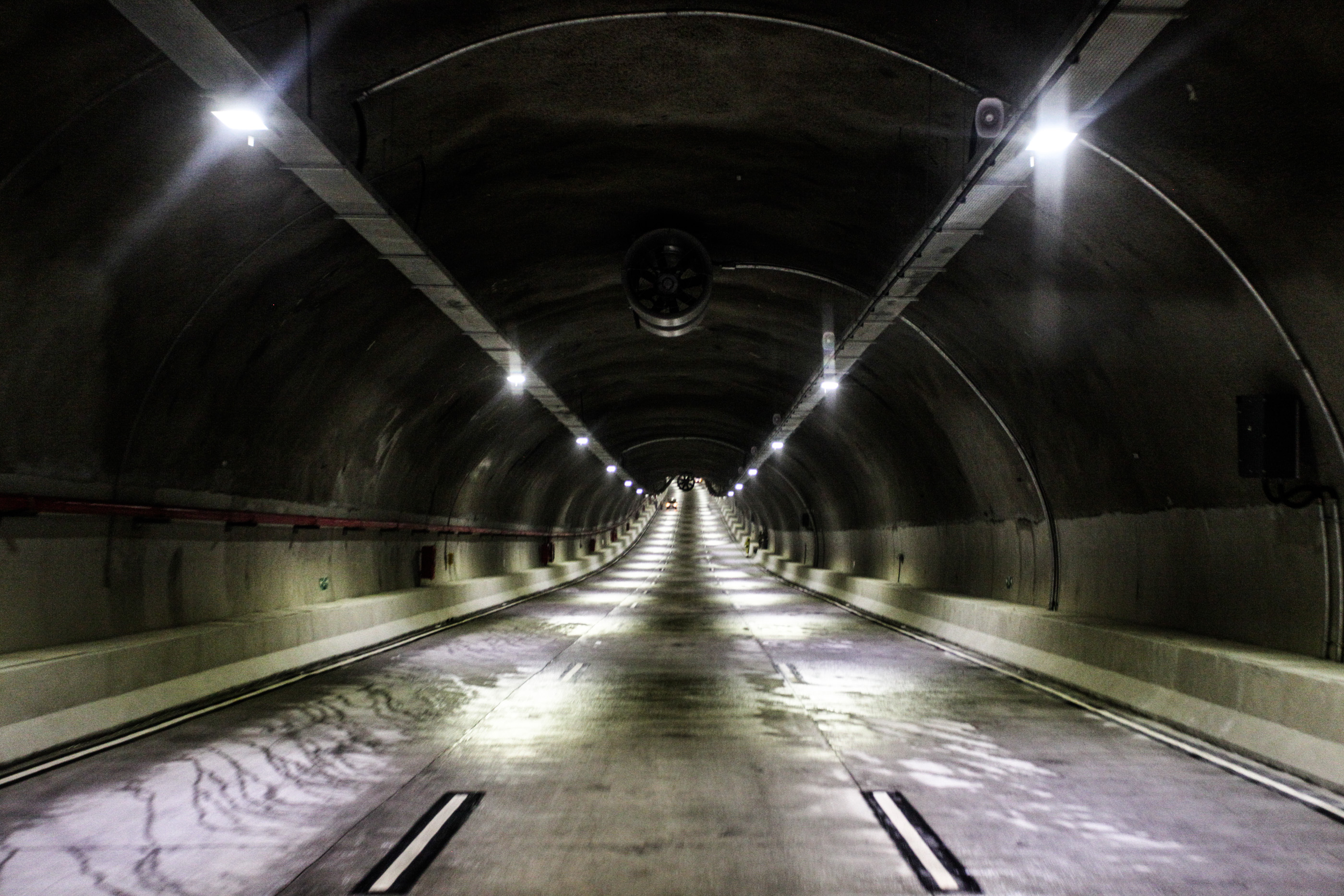
O interior do túnel, em foto tirada no dia da inauguração.

Pouco tempo após assumir o cargo de prefeito do Rio de Janeiro, Eduardo Paes planejara, em 2010, demolir parte do Elevado da Perimetral, substituindo-o por um mergulhão, como parte das obras do Porto Maravilha. Todavia, no dia 24 de novembro de 2011, o prefeito anunciou que o elevado seria demolido em sua totalidade e não apenas um trecho. Nesse contexto, o túnel seria construído a fim de escoar o tráfego da Rua Primeiro de Março para a Via Binário do Porto.
O túnel, inicialmente chamado de Túnel do Binário, começou a ser construído no dia 13 de outubro de 2011. A Via Binário do Porto foi inaugurada em 2 de novembro de 2013, entretanto o túnel não foi inauguração neste dia por estar em obras. Um ano e quatro meses depois, no dia 1º de março de 2015, o túnel foi inaugurado em cerimônia que contou com a presença da presidente Dilma Rousseff, do governador Luiz Fernando Pezão e do prefeito Eduardo Paes. No mesmo dia, um trecho da Avenida Rodrigues Alves foi fechado definitivamente ao tráfego de veículos para a construção de um trecho da Orla Conde.

## Características
O túnel estende-se por cerca de 1.480 m, entre a Rua Visconde de Inhaúma e a Rua Antônio Lage. O Túnel Rio450 tem por função escoar o tráfego proveniente da Rua Primeiro de Março até a Via Binário do Porto, sendo fundamental para a ligação do Centro com os bairros da Gamboa e do Santo Cristo.
O túnel possui uma única galeria destinada ao tráfego de veículos, que contém três faixas. A galeria tem como sentido o bairro da Gamboa.